# Ignacio Ramírez
Juan Ignacio Paulino Ramírez Calzada (San Miguel el Grande, Guanajuato, 22 de junio de 1818-Ciudad de México, 15 de junio de 1879), conocido como Ignacio Ramírez o por su apodo el «Nigromante», fue un escritor, poeta, periodista, abogado, político e ideólogo liberal mexicano. Es considerado uno de los artífices más importantes del Estado laico mexicano. Fue además un reconocido masón, y varias logias en México llevan su nombre. También se le conoció con el sobrenombre El Voltaire mexicano.

«(Ignacio Ramírez) fue "el sublime destructor del pasado y el obrero de la Revolución", como decía Justo Sierra en la admirable poesía que pronunció en los funerales del eminente republicano.»
Ignacio Manuel Altamirano

## Vida y carrera
Fue hijo de José Lino Ramírez y de Ana María Guadalupe Sinforosa Calzada, ambos de origen mestizo, predominantemente indígena. Su padre se afilió al Partido Liberal Federalista, defendió la Constitución de 1824, fue vicegobernador del estado de Querétaro. Durante el gobierno de Valentín Gómez Farías peleó contra clericales y centralistas, y fue insurgente durante la Guerra de Independencia de México.
Inició sus estudios en Querétaro, ciudad natal de su padre, y en 1835 fue llevado al Colegio de San Gregorio, dirigido por el pedagogo liberal Juan Rodríguez Puebla en la Ciudad de México, donde estudió artes y en cuyas bibliotecas también leyó todo tipo de temas científicos, culturales, artísticos y políticos. En 1841 comenzó estudios en jurisprudencia y en 1845 obtuvo el grado de abogado en la Universidad Pontificia de México. Ingresó a los 19 años en la Academia Literaria de San Juan de Letrán, integrada por los hombres más ilustrados de la época.
Es célebre en los anales literarios de México la presentación de Ramírez en dicha Academia, donde leyó un discurso sobre un tema tan controversial que entonces hizo el efecto de una explosión de dinamita. Ahí expresó: «No hay Dios; los seres de la naturaleza se sostienen por sí mismos». Fue aceptado no obstante las protestas que causó su tesis tan revolucionaria y el discurso que petrificó de estupor a la asamblea. Sin embargo, sería exaltado como el primer orador y más tarde como el mejor escritor de su tiempo.
Con respecto a sus ideas progresistas, ha sido descrito como "El más radical, el más intransigente, el más consecuente de los llamados liberales fue Ramírez, tan radical y de ideas tan <avanzadas> para su época y circunstancias que podríamos catalogarlo no sólo como un liberal político sino como: feminista, indigenista, ateo, pluralista, escéptico ilustrado, ecologista, librepensador a ultranza, luchador social."

### Inicio de su carrera
Se inició en el periodismo en 1845, al fundar, con Guillermo Prieto y Vicente Segura Argüelles, la publicación periódica Don Simplicio, donde firmó sus artículos con el seudónimo El Nigromante. Sus colaboraciones se distinguieron por ser encendidos artículos y agudos versos satíricos en donde hacía una terrible censura a los actos del gobierno conservador, abogando por la reforma del país en lo económico, religioso y político, lo que provocó que el periódico fuera suprimido y Ramírez, encarcelado.
También fundó el periódico Themis y Deucalión, donde publicó un artículo titulado "A los indios", que defendía a los indígenas y pugnaba por su libertad a rebelarse contra la explotación a que eran sometidos; ello lo llevó a juicio, pero resultó absuelto gracias a sus artículos editados en El Demócrata, en los cuales defendía su causa. Así mismo, en 1857, en compañía de Alfredo Bablot fundó El Clamor Progresista, con el que apoyaron la candidatura presidencial de Miguel Lerdo de Tejada.
En la ciudad de San Luis Potosí colaboró en el periódico La Sombra de Robespierre. También escribió para La Chinaca durante 1862; en La Opinión y en Estrella de Occidente, del estado de Sonora, a fines de 1864, y antes de su destierro a los Estados Unidos. Junto a Ignacio Altamirano, Guillermo Prieto y otros liberales, en septiembre de 1867 fundó El Correo de México, financiado por Porfirio Díaz. En esta época también colaboró con El Renacimiento, El Siglo Diez y Nueve y El Monitor Republicano.

### Vida política
En 1846 fundó el Club Popular, donde divulgó sus ideas liberales avanzadas en materia de reforma política, económica y religiosa, por lo que estuvo en prisión. Al obtener la libertad, el gobernador del estado de México, admirador de los talentos de Ramírez, lo invitó para organizar su gobierno y este correspondió trabajando día y noche en la reconstrucción administrativa y también en la defensa del territorio nacional invadido por los norteamericanos. Para predicar con el ejemplo, asistió con el gobernador, Francisco Modesto de Olaguíbel, a la batalla de Padierna y, a pesar de los gastos que demandaba la guerra, restableció el Instituto Literario de Toluca, donde, con la República libre de la invasión, fue catedrático de Derecho y de Literatura, pero a pesar de la irreprochable conducta de Ramírez en su vida íntima, los padres de familia, alarmados por sus ideas liberales, intrigaron hasta lograr su separación.
Entre fines de 1848 y principios de 1849, Ignacio Ramírez fue jefe político de Tlaxcala y regresó posteriormente a Toluca, donde se dedicó a la docencia y al ejercicio de su profesión hasta fines de 1851, cuando se trasladó a Sinaloa, donde ya se encontraba su hermano, Miguel Ramírez.
En 1852, el gobernador de Sinaloa, el general Plácido Vega, promovió su candidatura a diputado federal por esta entidad, defendiendo el liberalismo en el Congreso de la Unión. A su regreso a Sinaloa, fue secretario de Plácido Vega, sostuvo enérgicamente la extinción de las alcabalas —un tipo de impuestos—, propuestas durante el gobierno de Pomposo Verdugo. Acompañó a Vega hasta Álamos, Sonora, cuando este fue derrocado. Posteriormente viajó a Baja California, donde descubrió la existencia de zonas perlíferas y canteras de mármol, sobre las que escribió brillantes artículos que revelaron aquella riqueza.
En 1853, se fue a radicar por un tiempo a la Ciudad de México; ejerció como profesor en el Colegio Políglota. Criticó fuertemente a Antonio López de Santa Anna, lo que motivó que lo encerraran once meses en prisión, la mayor parte de ese tiempo encadenado. Al triunfo de la Revolución de Ayutla fue liberado y fungió como secretario personal de don Ignacio Comonfort; al advertir que este falseaba sus principios liberales, renunció a su puesto para afiliarse con Benito Juárez, Melchor Ocampo y Guillermo Prieto en el partido liberal y combatir con su pluma al renegado.

#### La Constitución
Regresó a Sinaloa como juez civil, pero volvió a la capital del país como diputado por el estado de México al Congreso Constituyente de 1856-1857, donde fue el más notable orador y una de las más grandes figuras del ala izquierda jacobina; fue además miembro de la Comisión de Revisión de Credenciales; su suplente fue don Ramón Isaac Alcaraz, reconocido literato y liberal. Los otros dos diputados propietarios que representaron al estado de Sinaloa fueron los licenciados Antonio Martínez de Castro y Mariano Yáñez. Cabe mencionar que, según la Historia del Congreso Constituyente, obra de don Francisco Zarco, el licenciado Ignacio Ramírez ocupó un altísimo lugar como orador parlamentario y líder del radicalismo.

#### La Reforma
El Nigromante participó en la elaboración de las Leyes de Reforma, y fue uno de los liberales más puros. Al ser derrotados los conservadores, el presidente Benito Juárez lo nombró Secretario de Justicia e Instrucción Pública, cargo que desempeñó del 21 de enero al 9 de mayo de 1861. Durante su gestión creó la Biblioteca Nacional y unificó la educación primaria en el Distrito Federal y en los territorios federales.

#### Como ministro de Fomento
Del 19 de marzo al 3 de abril de 1861, ocupó la Secretaría de Fomento. Asumió la responsabilidad de la exclaustración de las monjas; reformó la ley de hipotecas; hizo efectiva la independencia del Estado de la Iglesia; reformó el plan general de estudios; dotó con equipo los gabinetes del Colegio de Minería; seleccionó un excelente cuadro de profesores de la Academia de San Carlos; salvó cuadros de pintura que existían en los conventos, con los cuales formó una rica colección y formó una galería completa de pintores mexicanos; designó al pintor catalán Pelegrí Clavé, al arquitecto Xavier Cavallari y al escultor Felipe Sojo para que salvaran del Colegio de Tepotzotlán los tesoros de arte en arquitectura, pintura, tallado e incrustaciones que contenía aquel magnífico museo. 
La honradez de Ramírez fue acrisolada, pues cuando fue ministro pasaron por sus manos millones de pesos y nadie osó decir que se hubiera apropiado lo más mínimo de los tesoros que manejó. No tomó jamás ni un solo libro de los millares de volúmenes sacados de las bibliotecas de los conventos, ni una pieza de los centenares de cuadros extraídos de los claustros. No insinuó ni aceptó la menor recompensa por sus persecuciones y miserias que pasó por largos años, ni se adjudicó la más pequeña propiedad para pasar holgadamente el resto de sus días.[cita requerida]
En Puebla, trabajó en la desamortización de los bienes del clero y el 15 de septiembre de 1861 fue elegido presidente del Ayuntamiento de la Ciudad de México.

#### Durante la Segunda Intervención Francesa en México
Durante la guerra de intervención, combatió a los franceses en Mazatlán. En el período de 1863 a 1865, mantuvo correspondencia con Guillermo Prieto, la que posteriormente se publicaría como Cartas a Fidel. En noviembre de 1864, con domicilio en Sinaloa, defendió a presos políticos y escribió para La Opinión y La Estrella de Occidente, hasta que fue desterrado a los Estados Unidos.
Regresó a México antes de la caída de Maximiliano y fue encarcelado en San Juan de Ulúa y posteriormente en Yucatán.

#### En la Suprema Corte de Justicia
El Congreso de la Unión lo nombró ministro de la Suprema Corte de Justicia, cargo que ejerció durante doce años. De ese puesto no se separó sino al ser llamado por el presidente Porfirio Díaz, después de la batalla de Tecoac, para hacerlo Ministro de Justicia e Instrucción Pública, puesto que desempeñó pocos meses y por dos ocasiones, la primera del 28 de noviembre al 6 de diciembre de 1876, y la segunda del 17 de febrero al 23 de mayo de 1877. Después, regresó a ocupar el cargo de magistrado de la Suprema Corte de Justicia, hasta su muerte, registrada en la Ciudad de México el 15 de junio de 1879 por causa de un infarto.

### Ensayos y libros
Algunos estudios y ensayos sobresalientes de su autoría son los siguientes:
- "Dos lecciones inéditas sobre literatura" (leídas en el Instituto Políglota de Toluca)[15]
- Libros rudimental y progresivo para la enseñanza primaria (1873)
- Lecciones de literatura (1884)
- Estudios sobre literatura
- Apuntes para la historia de la guerra entre México y los Estados Unidos (1848)
- Tipos mexicanos o Los mexicanos pintados por sí mismos (1855) (Original en inglés: Heads of the People: or Portraits of the English, 1838) (2 vol.: 1840) (editor, impresor y librero: Ignacio Boix)
- Memorias prohibidas (1879)
- Obras de Ignacio Ramírez: Tomo I: I Poesías, II Discursos, III Artículos históricos y literarios (1889)
- Obras de Ignacio Ramírez: Tomo II: I Economía política, II Cuestiones políticas y sociales, III Diálogos de ''El Mensajero'' (1889)
- Ensayos (1944)
- México en pos de la libertad (1949)
- Temis y Decaulion: juicio de imprenta (1992)
- El constituyente (2007)
- Dos lecciones inéditas sobre literatura[16]

### Periodismo
Colaboró, entre otros, en los siguientes diarios:
- Don Simplicio
- Temis y Deucalión
- El Siglo Diez y Nueve
- El Clamor Progresista
- La Insurrección
- El Monitor Republicano
- La Chinaca
- La Estrella de Occidente
- La Opinión
- El Correo de México
- El Mensajero

## Frases célebres
- “No hay dios, los seres de la naturaleza se sostienen por sí mismos.”: 18 de octubre de 1836, en su discurso de ingreso a la Academia de Letrán (La escena la describe Guillermo Prieto Pradillo en sus Memorias de mis tiempos.)
- “El crimen más grande que puede cometerse contra cualquier ciudadano es negarle una educación que lo emancipe de la miseria y la excomunión.”
- “No venimos a hacer la guerra a la fe, sino a los abusos del clero. Nuestro deber como mexicanos no es destruir el principio religioso, sino los vicios o abusos de la Iglesia para que, emancipada la sociedad, camine.”
- “La constitución progresista debe considerar garantías individuales, educación laica y gratuita, igualdad de géneros, un México libre por la separación de la Iglesia y el Estado.”
- “De forma nefasta, el clero paga motines pretorianos en efectivo con el dinero del pueblo mexicano, que lo ha dado para alimento o cobijo de pobres y menesterosos.”
- “¿De dónde venimos? ¿a dónde vamos? este es el doble problema cuya resolución buscan sin descanso los individuos y las sociedades; descubierto un extremo se fija el otro; el germen de ayer encierra las flores de mañana; si nos encaprichamos en ser aztecas puros, terminaremos por el triunfo de una sola raza para adornar con los cráneos de las otras el templo del Marte americano; si nos empeñamos en ser españoles, nos precipitarémos voluntariamente en el abismo de la reconquista, pero ino! ijamás! nosotros venimos del pueblo de Dolores, descendemos de Hidalgo y nacimos luchando como nuestro padre por todos los símbolos de la emancipación y como él, luchando por tan santa causa, desapareceremos de sobre la tierra.” 16 de septiembre de 1861, Discurso con motivo del aniversario de la Independencia de México.
- "Toda restricción a la manifestación de las ideas es inadmisible y contraria a la soberanía del pueblo."
- "Escudándose en el derecho divino, el hombre ha considerado a su hermano como un efecto mercantil."

## Reconocimiento y homenajes

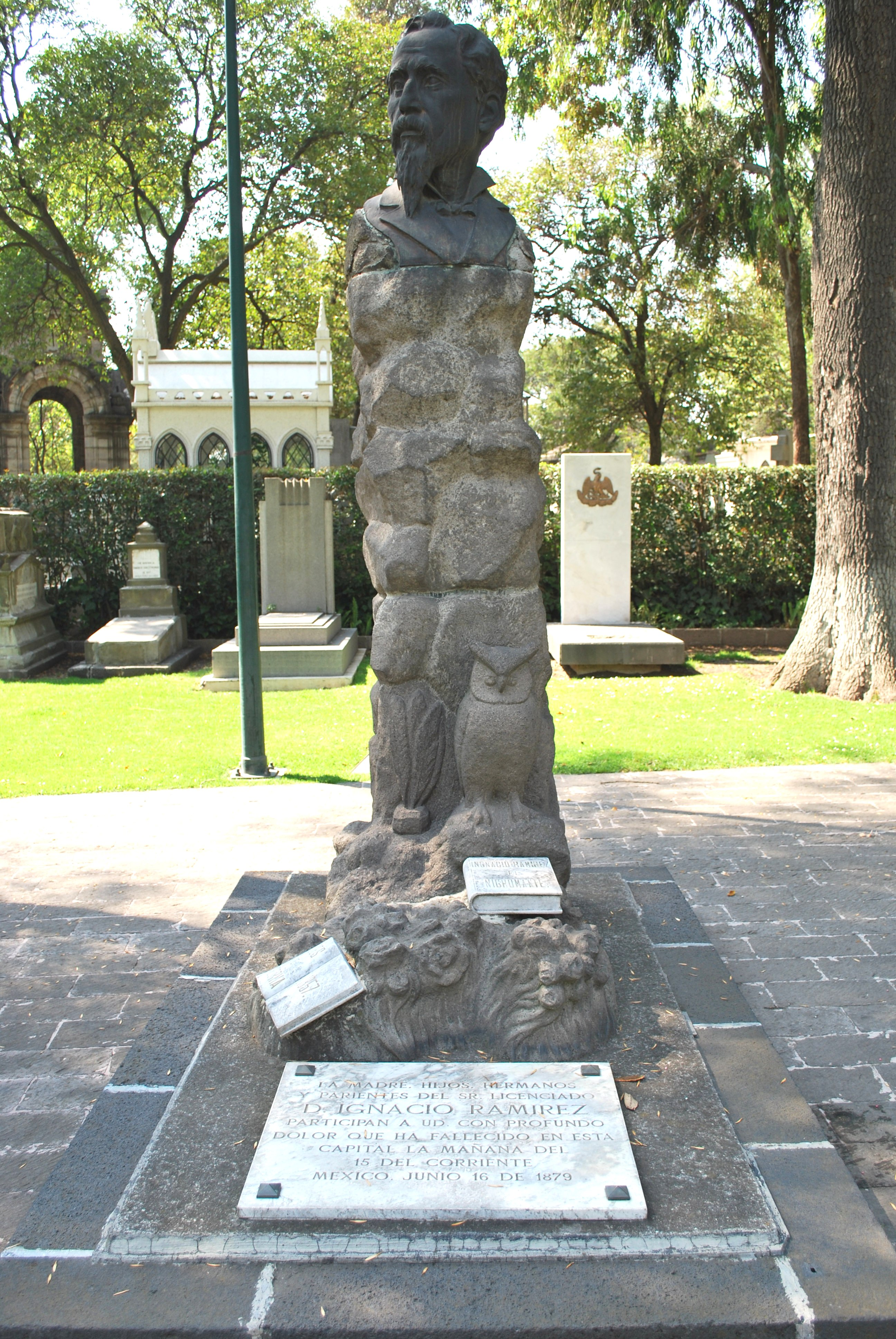
Sepulcro de Ignacio Ramírez en la Rotonda de las Personas Ilustres, en la Ciudad de México.

- Por decreto del 8 de mayo del 2024, se dispuso que se inscribiera, en letras de oro, su nombre en el Muro de Honor del Salón de Sesiones de la Cámara de Diputados.[18]
- La Secretaría de Fomento publicó en dos tomos la obra dispersa de Ramírez que pudo encontrarse en periódicos revolucionarios; pero con lo publicado basta para proclamar que Ignacio Ramírez es uno de los altos representativos de las letras mexicanas y digno de ocupar su puesto en la Rotonda de las Personas Ilustres de la Ciudad de México.[19]

Se erigió una estatua en su honor en el Paseo de la Reforma, en la Ciudad de México.[cita requerida]
Un edificio de la Unidad Habitacional Nonoalco-Tlatelolco lleva su nombre.[cita requerida]

#### El muralSueño de una tarde dominical en la Alameda Central, de Diego Rivera
Su ateísmo fue causa de escándalo cuando el muralista Diego Rivera pintó un mural en el Hotel del Prado, donde Ignacio Ramírez aparece sosteniendo un letrero que dice: "Dios no existe". Rivera se rehusó a eliminar la frase, por lo que el mural estuvo oculto por nueve años - luego de que Rivera acordara eliminarlo. Rivera afirmó: "Para decir que Dios no existe, no tengo que esconderme detrás de don Ignacio Ramírez; soy un ateo y considero la religión una forma de neurosis colectiva. No soy enemigo de los católicos, así como no soy enemigo de los tuberculosos, los miopes o los paralíticos; uno no puede ser enemigo de alguien enfermo, sólo su buen amigo para ayudarlos a curarse." El fresco fue agredido por estudiantes católicos, hubo marchas de católicos indignados y tuvo que ser cubierto hasta que el pintor lo cambió por "Academia de Letrán 1836", en alusión al sitio y la fecha en que El Nigromante pronunció la provocativa frase, durante su discurso de ingreso a dicha academia.
- Un pueblo del municipio Guadalupe Victoria, del estado de Durango, lleva su nombre y está dedicado a la agricultura y tiene alrededor de 5,000 habitantes; asimismo, en gran cantidad de ciudades del país existen calles con su nombre.[cita requerida]

- En San Miguel de Allende, en el estado de Guanajuato, existe el Centro Cultural Ignacio Ramírez "El Nigromante".[cita requerida]

- Mediante el decreto número 56, publicado en el periódico El Estado de Sinaloa, núm. 18, del 14 de febrero de 1957, el Congreso del Estado de Sinaloa declaró Benemérito del Estado al ciudadano licenciado Ignacio Ramírez, y acordó que se escribiera con letras de oro en el Salón de Sesiones del Palacio Legislativo la siguiente inscripción: "Lic. Ignacio Ramírez, "El Nigromante", Constituyente del Estado de Sinaloa. 1857."[cita requerida]

## Familia
Ignacio Ramírez contrajo matrimonio con Soledad Mateos Lozada, miembro de la familia de Juan A. Mateos, de Francisco Zarco y de Adolfo López Mateos. Su hijo, José Ramírez (Ciudad de México, 1852-1904), se graduó como médico, aunque se dedicó principalmente al estudio de la botánica, y fue director de la sección de Historia Natural en el Instituto Médico Nacional. Pertenecen también a su familia: Esperanza López Mateos, Hermann Bellinghausen y Adriana González Mateos.